# Arsenal (film 2017)
Arsenal è un film del 2017 diretto da Steven C. Miller.

## Trama
I fratelli Mikey e JP Lindel, che avevano solo a fare affidamento per crescere. Da adulto, JP ha avuto successo come proprietario di una società di costruzioni, mentre Mikey è diventato un criminale, impantanato da una vita di microcriminalità. Quando Mikey viene rapito dal boss del crimine Eddie King, JP chiede aiuto al vecchio amico Sal, un detective della polizia. Per salvare suo fratello, JP scatena la sua vendetta contro King e il suo esercito.